# Reno Wilson
Roy „Reno” Wilson (n. 20 ianuarie 1969, New York City, New York, SUA) este un actor american. Acesta este cunoscut pentru următoarele roluri: Howard în sitcomul The Cosby Show, ofițerul Carl McMillan în Mike & Molly⁠(d), Stan Hill în Good Girls⁠(d), Wes în The Chronicle⁠(d) (2001–2002) și detectivul Tom Selway în Justiție oarbă⁠(d) (2005). De asemenea, a realizat vocea unor personaje din seria de filme Transformers⁠(d).

## Cariera
Wilson a apărut în numeroase seriale și filme. Primul său rol de televiziune a fost în emisiunea The Cosby Show de la NBC, unde l-a interpretat pe prietenul de facultate al lui Theo Huxtable, Howard, pe parcursul sezoanelor 5 și 6 ale serialului. A avut rolul lui Orlando în filmele Răzbunare și adrenalină⁠(d) (2006) și Crank: Tensiune maximă⁠(d) (2009). A făcut parte din distribuția sitcomului CBS Mike și Molly - alături de bunul său prieten Billy Gardell⁠(d) - și a apărut în Prison Break. A realizat vocea personajelor Frenzy⁠(d), Mudflap⁠(d) și Brains din seria Transformers. De asemenea, a fost vocea lui Sazh Katzroy în jocul video Final Fantasy XIII⁠(d) și continuările sale - Final Fantasy XIII-2⁠(d) și Lightning Returns: Final Fantasy XIII⁠(d).

## Viața personală
Wilson s-a născut în Brooklyn, New York City. În prezent, locuiește în Los Angeles cu soția sa Coco și cei doi copii.

## Filmografie

### Film
| An   | Titlu                               | Rol                        | Note            |
| ---- | ----------------------------------- | -------------------------- | --------------- |
| 1996 | The Great White Hype                | Roper's Crony #3           |                 |
| 1996 | Sgt. Bilko                          | Radio DJ                   |                 |
| 1998 | Fallen                              | Mike                       |                 |
| 1998 | Mighty Joe Young                    | Poacher                    |                 |
| 1999 | Whiteboyz                           | Mace                       |                 |
| 2001 | She Creature                        | Bailey                     |                 |
| 2002 | R.S.V.P.                            | Garrett                    |                 |
| 2004 | Fronterz                            | Tracy Baker / Lil' Problem |                 |
| 2006 | Crank                               | Orlando                    |                 |
| 2007 | Transformers                        | Frenzy (voice)             |                 |
| 2009 | Crank: High Voltage                 | Orlando                    |                 |
| 2009 | Transformers: Revenge of the Fallen | Mudflap (voice)            |                 |
| 2010 | Kill Speed                          | Kyle Jackson               | Direct-to-video |
| 2011 | Transformers: Dark of the Moon      | Brains (voice)             |                 |
| 2014 | Transformers: Age of Extinction     | Brains (voice)             | [ 8 ]           |
| 2015 | Tooken                              | Money Maker                |                 |
| 2017 | Transformers: The Last Knight       | Mohawk, Sqweeks (voices)   |                 |
| 2019 | Bolden                              | Louis Armstrong            |                 |
| 2019 | Grand-Daddy Day Care                | Frank Collins              |                 |
| 2021 | Born a Champion                     | Terry Pittman              |                 |

### Televiziune
| An        | Titlu                       | Rol                         | Note |
| --------- | --------------------------- | --------------------------- | --- |
| 1988–1989 | The Cosby Show              | Howard                      | 10 episoade |
| 1993–1996 | Martin                      | Sonny                       | Episoadele: "Thanks for Nothing" "Wedding Bell Blues"                                                                                             |
| 1994      | The Fresh Prince of Bel-Air | Steve (Will's old friend)   | Episodul: "The Philadelphia Story" |
| 1994      | Coach                       | Chip                        | Episodul: "It Should Happen to You" "Out of Control"                                                                                              |
| 1995      | If Not for You              | Bobby Beaumont              | 7 episoade |
| 1995      | Under One Roof              | Nate                        | Episodul: "Ronnie's Got a Gun" |
| 1998      | NYPD Blue                   |                             | Episodul: "Box of Wendy" |
| 1999      | Sliders                     | James                       | Episodul: "Please Press One" |
| 2001–2002 | The Chronicle               | Wes Freewald                | 22 episoade |
| 2003      | Las Vegas                   | Frank Kulchak Willy Hammond | Episoadele: "Semper Spy" "Delinda's Box: Part 1"                                                                                                  |
| 2005      | Blind Justice               | Detective Tom Selway        | 13 episoade |
| 2006      | Heist                       | Tyrese Evans                | Episoadele: "Pilot" "Sex, Lies and Vinny Momo" "How Billy Got His Groove Back" "Strife" "Bury the Lead" "Ladies and Gentlemen... Sweaty Dynamite" |
| 2006      | American Dad!               | Singing Sergeant (voice)    | Episodul: "With Friends Like Steve's" |
| 2007      | Lincoln Heights             | Ricky Taylor                | Episodul: "Manchild" |
| 2007      | Friday: The Animated Series | Ezal, Additional voices     | 4 episoade |
| 2009      | The Philanthropist          | Haitian                     | Episodul: "Haiti" |
| 2010      | Scrubs                      | Dr. Russell Vaughn          | Episodul: "Our Dear Leaders" |
| 2010–2016 | Mike & Molly                | Officer Carl McMillan       | Rol principal, 127 de epsioade |
| 2018–2021 | Good Girls                  | Stan Hill                   | Rol principal |
| TBA       | Fatal Attraction            | Detective Earl Booker       | Viitoare miniserie |

### Jocuri video
| An   | Titlu                                    | Rol                                            |
| ---- | ---------------------------------------- | ---------------------------------------------- |
| 2009 | MadWorld                                 | The Black Baron                                |
| 2009 | Final Fantasy XIII                       | Sazh Katzroy                                   |
| 2010 | Naruto Shippuden: Ultimate Ninja Storm 2 | Killer B                                       |
| 2011 | Final Fantasy XIII-2                     | Sazh Katzroy                                   |
| 2011 | Operation Flashpoint: Red River          | S/Sgt Damien Knox                              |
| 2011 | Star Wars: The Old Republic              | Locotenentul Coria, Soldat Dromol, Soldat Ozer |
| 2014 | Lightning Returns: Final Fantasy XIII    | Sazh Katzroy                                   |